# Pedicia rivosa
Pedicia (Pedicia) rivosa là một loài ruồi trong họ Pediciidae. Chúng phân bố ở vùng sinh thái Palearctic.

## Hình ảnh

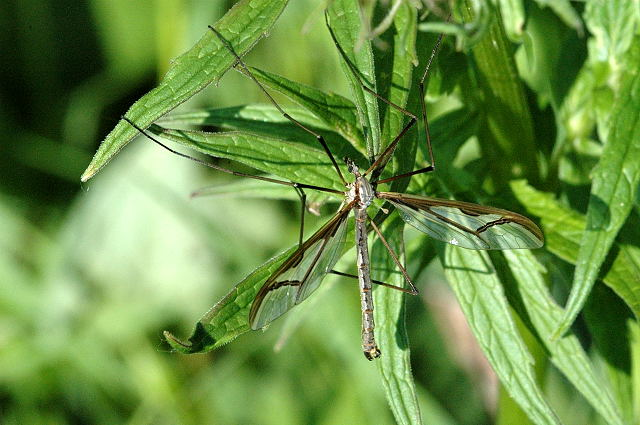